# Finansudvalget
 Ikke at forveksle med Landstingets Finansudvalg.
Folketingets Finansudvalg er et af de ældste af de stående udvalg i Folketinget. Finansudvalget fungerer som "kontrollant" over for ministrene og deres forbrug af offentlige midler. Udvalget har haft sit eget sekretariat siden 1918. Udvalget har 17 medlemmer. 
Ifølge Folketingets forretningsorden  behandler udvalget:
- finanslovforslag,
- konkrete bevillingsansøgninger
- tillægsbevillingslovforslag,
- statslån,
- Statsrevisorernes betænkning over statsregnskabet m.v.

Finansudvalget kan i modsætning til andre folketingsudvalg på sit område selv lovgive på vegne af hele Folketinget. Hvis Finansudvalget har godkendt en bevillingsansøgning (aktstykke), er en minister stillet, som om der var vedtaget en lov med aktstykkets indhold. Derudover er det fastsat i en lang række love, at Finansudvalget skal godkende aftaler, koncessioner, garantier m.m. Finansudvalget diskuterer også de store linjer i den økonomiske politik. Finansudvalget modtager regeringens forslag til finanslov aftenen før offentliggørelsen.
Pladserne i Finansudvalget bliver besat efter forholdstalsvalg, jf. Folketingets forretningsordens § 36, jf. Grundlovens § 52. Det vil sige, at de forskellige partier får pladser i udvalget, alt efter hvor mange mandater de har i Folketinget.
Parlamenterne i de øvrige nordiske lande har i flere tilfælde oprettet tilsvarende udvalg. Se bl.a. Grønlands Landsting. 